# Credit Union of Texas Event Center
Credit Union of Texas Event Center, tidigare Allen Event Center, är en inomhusarena i den amerikanska staden Allen i delstaten Texas. Den har en publikkapacitet på upp till 8 600 åskådare. Inomhusarenan började byggas den 24 juli 2008 och invigdes den 7 november 2009. Credit Union of Texas Event Center ägs och underhålls av staden. Den används primärt som hemmaarena till ishockeylaget Allen Americans i ECHL.